# Supercafone
Supercafone è un singolo del rapper italiano Piotta, pubblicato nel 1999.
Pubblicato originariamente come singolo stand-alone, è stato in seguito incluso nella lista tracce del primo album Comunque vada sarà un successo. Il brano è stata scritto da Piotta stesso e da lui prodotto in collaborazione con Squarta.

## Descrizione
Il singolo Supercafone fu pubblicato nella primavera del 1999, giusto in tempo per divenire un tormentone estivo a tutti gli effetti, spinto da una massiccia programmazione radiofonica, un video musicale di successo diretto dai Manetti Bros., nonché dall'effetto-novità che ebbe sul panorama musicale italiano dell'epoca. In tal senso, particolarmente innovativo si rivelò l'uso del dialetto romanesco in un brano hip hop, aspetto molto sottolineato dai mass media, al punto che sovente il nome del Piotta veniva fatto precedere dall'articolo romanesco «er» (ovvero «il»). Se da un lato questa peculiarità amplificò il rapido successo del cantante, dall'altro precluse inizialmente le aspirazioni artistiche del rapper venute poi fuori alla distanza.
Nello stesso anno Piotta vinse il premio come artista rivelazione dell'anno dall'AFI e il disco di platino, mentre nel 2004 Supercafone venne scelta come sigla del campionato di calcio giapponese.

## Riferimenti
Come spesso accade nella musica rap ed hip hop, il brano fa riferimento a vari personaggi immaginari o reali, e a fatti di attualità. Il brano cita tra gli altri Tony Manero, il protagonista di La febbre del sabato sera interpretato da John Travolta, i negozi Standa, i pantaloni a zampa di elefante, Amanda Lear, il SuperEnalotto, la celebre discoteca Piper, il film Il merlo maschio con Lando Buzzanca, la celebre canzone per bambini Il ballo del qua qua di Al Bano e Romina Power, Tanti auguri di Raffaella Carrà, Franco Califano, Mario Brega, Gianfranco Funari, la rivista di cronaca rosa Novella 2000, Moana Pozzi (specificatamente nella sua carriera in politica con il Partito dell'Amore), il personaggio di Er Monnezza (Tomas Milian) e Manuel Fantoni, il personaggio interpretato da Angelo Infanti in Borotalco di Carlo Verdone. Viene citato il film Al lupo al lupo poiché nel brano vengono espresse le frasi «Più a palla, niente ballo del qua qua» e «A casa nun ve manno, 'a senzatetto!», che nella pellicola sono dette da Carlo Verdone. Inoltre all'inizio del video Piotta indossa una maglia con scritto «Vi ho purgato ancora!!!», la stessa che Francesco Totti mostrò dopo il suo gol nel derby di Roma dell'11 aprile 1999 vinto dalla Roma per 3-1.
Il campione musicale utilizzato è tratto da Can I Change My Mind di Tyrone Davis (1969).

## Video musicale
Nel videoclip di Supercafone partecipano gli attori Valerio Mastandrea e Angelo Bernabucci, nei panni di un macellaio. Alcuni frammenti sono stati riproposti in versione parodica e in dialetto barese dai Flaminio Maphia, nel video musicale del loro singolo Che idea!.

## Tracce
1. Supercafone (Radio) – 3:46
2. Supercafone (Accappella) – 3:14
3. Dimmi qual è il nome (Club) – 3:18
4. Supercafone (Strumentale) – 3:43